# 2003 en architecture
| Années de l'architecture : 2000 - 2001 - 2002 - 2003 - 2004 - 2005 - 2006    |
| Décennies de l'architecture : 1970 - 1980 - 1990 - 2000 - 2010 - 2020 - 2030 |

Cet article présente les faits marquants de l'année 2003 en architecture.

## Réalisations
- Autriche : Construction du Kunsthaus Graz de Peter Cook et Colin Fournier (en) à Graz.

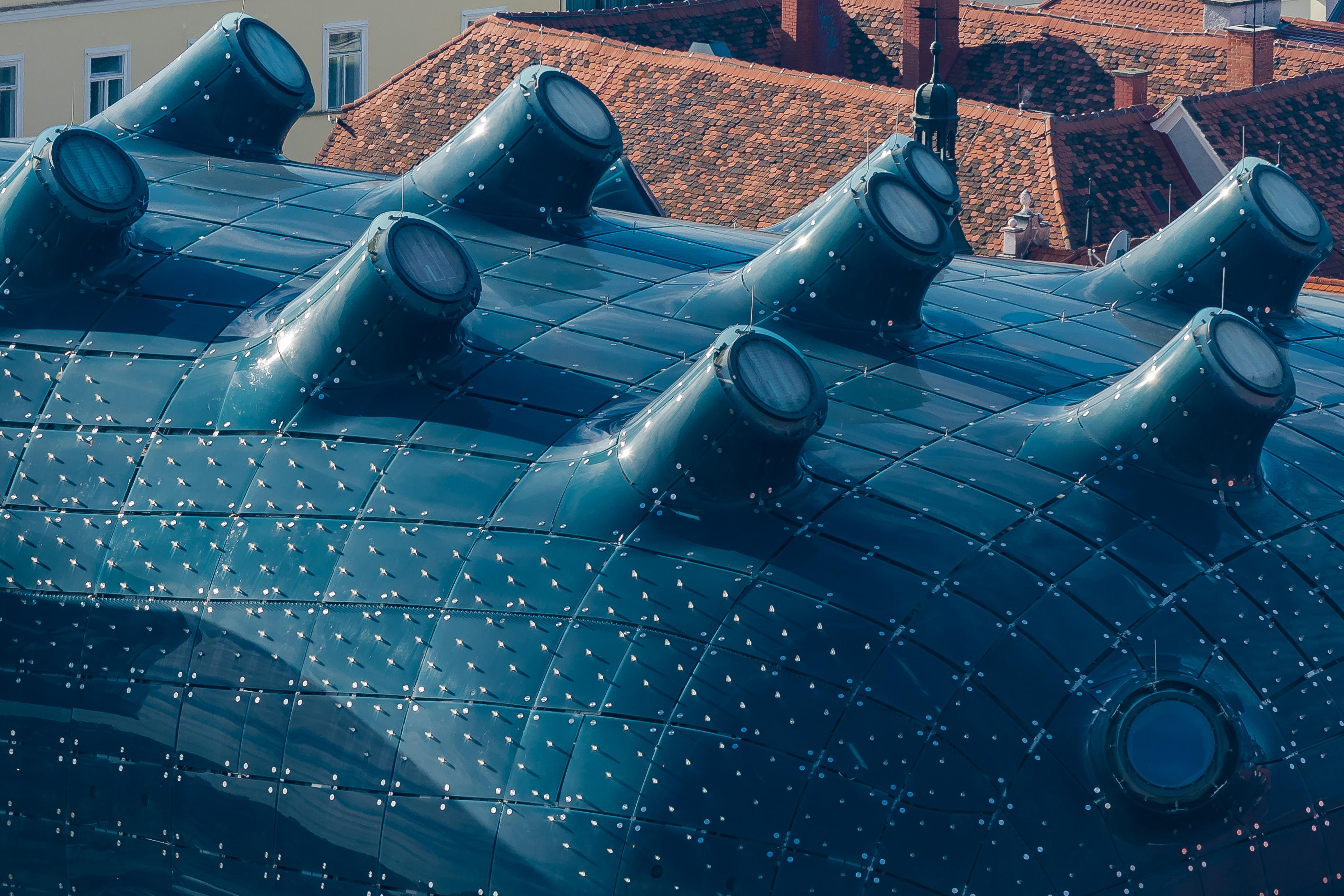
Détail de la toiture du Kunsthaus Graz.

- États-Unis : Inauguration du Walt Disney Concert Hall de Frank Gehry à Los Angeles.
- Royaume-Uni : Construction du Selfridges Building (en) de Future Systems à Birmingham.

## Récompenses
- Grand Prix de l'urbanisme : Michel Corajoud.
- Prix Mies van der Rohe : Zaha Hadid.
- Prix Pritzker : Jørn Utzon.
- Prix de l'Équerre d'argent : Yves Lion et Claire Piguet, ambassade de France à Beyrouth.
- Royal Gold Medal : Rafael Moneo.
- Prix Stirling : Herzog & de Meuron, Laban dance centre.
- Médaille Alvar Aalto : Rogelio Salmona.

## Naissances
- x

## Décès
- 3 mars : Peter Smithson (° 18 septembre 1923).
- 27 mai : Jacques Henri Labourdette (° 1915).
- 21 octobre : Pierre Riboulet (° 20 juillet 1928).
- Claude Laurens (° 1908).